# LPGA Tour 2021
Navigation
Édition précédente Édition suivante
Le LPGA Tour 2021 est la soixante-douzième  édition du Ladies Professional Golf Association Tour (LPGA), circuit professionnel féminin de golf, qui se déroule du 21 janvier 2021 au 21 novembre 2021. Axée sur les États-Unis, la LPGA prend en compte également des tournois qui se déroulent hors des frontières américaines, ainsi cette saison voit des tournois programmés à Singapour, en Thaïlande, en Chine, en France, en Irlande du Nord, en Écosse, au Canada, en Corée du Sud, à Taïwan et au Japon. Cette soixante-douzième édition de ce circuit permet de proposer un certain nombre de tournois professionnels destinés aux femmes en dehors des compétitions amateurs. La volonté de la professionnalisation des golfeuses leur permet désormais de gagner de l'argent en jouant au golf.
Cette saison comporte trente tournois, soit douze de plus qu'en 2020, auxquels sont insérées des dotations financières en fonction du résultat de la golfeuse. Cinq de ces tournois sont considérés comme « tournoi majeur » - le ANA Inspiration, l'Open américain, le Championnat de la LPGA, le Championnat Amundi Evian et l'Open britannique - et sont considérés comme les plus prestigieux et difficiles à remporter.
La Sud-Coréenne Jin-young Ko est désignée « Joueuse de l'année de la LPGA » (« Player of the Year ») pour la seconde fois de sa carrière et remporte le classement des gains avec un montant de 3 502 161 $ de gains en gagnant cinq victoires mais aucun tournoi majeur : le Championnat Chevron et l'Open britannique. Les tournois majeurs sont remportés par la Thaïlandaise Patty Tavatanakit (ANA Inspiration), la Philippine Yuka Saso (Open américain), Nelly Korda (Championnat de la LPGA), l'Australienne Minjee Lee (Championnat Amundi Evian) et la Suédoise Anna Nordqvist (Open britannique). Enfin, le « Trophée Vare » récompensant la golfeuse ayant la moyenne de score la plus basse de la saison est également remporté par Nelly Korda pour la première fois.

## Histoire
Pour l'organisation de cette soixante-douzième édition, la majorité des tournois se disputent aux États-Unis mais quatre tournois sont programmés hors des États-Unis. Comme la saison précédente, la LPGA décide d'organiser des tournois hors des frontières des États-Unis avec la tenue de tournois programmés à Singapour, en Thaïlande, en Chine, en France, en Irlande du Nord, en Écosse, au Canada, en Corée du Sud, à Taïwan et au Japon. La majorité des joueuses sont des golfeuses principalement américaines professionnelles et amateures mais la LPGA intègre aussi de nombreuses golfeuses étrangères. Le calendrier fait débuter la saison par le Tournoi des Champions de Diamond Resorts remporté par Jessica Korda. 
La Sud-Coréenne Jin-young Ko est désignée « Joueuse de l'année de la LPGA » (« Player of the Year ») pour la seconde fois de sa carrière et remporte le classement des gains avec un montant de 3 502 161 $ de gains en gagnant cinq victoires mais aucun tournoi majeur : le Championnat Chevron et l'Open britannique. Les tournois majeurs sont remportés par la Thaïlandaise Patty Tavatanakit (ANA Inspiration), la Philippine Yuka Saso (Open américain), Nelly Korda (Championnat de la LPGA), l'Australienne Minjee Lee (Championnat Amundi Evian) et la Suédoise Anna Nordqvist (Open britannique).

## Participantes à la saison LPGA 2021
Les participantes ont deux statuts. Certaines sont devenues professionnelles mais de nombreuses amateures prennent également part aux tournois sans toutefois pouvoir recevoir le montant des gains en raison de leur statut.
| Participantes        | Participantes     | Participantes    | Participantes    | Participantes    |
| Professionnelles     | Professionnelles  | Professionnelles | Professionnelles | Professionnelles |
| -------------------- | ----------------- | ---------------- | ---------------- | ---------------- |
| Pajaree Anannarukarn | Céline Boutier    | Matilda Castren  | In-gee Chun      | Austin Ernst     |
| Georgia Hall         | Mina Harigae      | Nasa Hataoka     | Brooke Henderson | Wei-ling Hsu     |
| Ariya Jutanugarn     | Moriya Jutanugarn | Danielle Kang    | Hyo-joo Kim      | Sei-young Kim    |
| Jin-young Ko         | Lydia Ko          | Jessica Korda    | Nelly Korda      | Minjee Lee       |
| Leona Maguire        | Anna Nordqvist    | Ryann O'Toole    | Inbee Park       | Lizette Salas    |
| Yuka Saso            | Patty Tavatanakit | Lexi Thompson    |                  |                  |

## Classements saison 2021

### Tableau des gains («Money list»)
Le tableau ci-dessous est le classement des golfeuses par gains obtenus sur cette saison 2021. Le classement par gains est remporté par la Sud-Coréenne Jin-young Ko avec 3 502 161 $ remportés.
| Cla. | Golfeuses         | Gains       | Victoires |
| ---- | ----------------- | ----------- | --------- |
| 1    | Jin-young Ko      | 3 502 161 $ |           |
| 2    | Nelly Korda       | 2 382 198 $ |           |
| 3    | Nasa Hataoka      | 1 901 081 $ |           |
| 4    | Minjee Lee        | 1 542 332 $ |           |
| 5    | Lydia Ko          | 1 503 629 $ |           |
| 6    | Yuka Saso         | 1 517 876 $ |           |
| 7    | Patty Tavatanakit | 1 393 437 $ |           |
| 8    | Ariya Jutanugarn  | 1 260 430 $ |           |
| 9    | Anna Nordqvist    | 1 258 467 $ |           |
| 10   | Lexi Thompson     | 1 254 423 $ |           |
| 11   | Lizette Salas     | 1 161 594 $ |           |
| 12   | Inbee Park        | 1 116 295 $ |           |
| 13   | Jeongeun Lee      | 1 081 440 $ |           |
| 14   | Brooke Henderson  | 1 039 776 $ |           |
| 15   | Céline Boutier    | 1 023 784 $ |           |

### Trophée Vare («Vare Trophy»)
Le tableau ci-dessous est le classement des golfeuses par scores les plus bas sur cette saison 2021.
| Cla. | Golfeuses   | Moyenne |
| ---- | ----------- | ------- |
| 1    | Nelly Korda |         |